# 格利泽667Cb

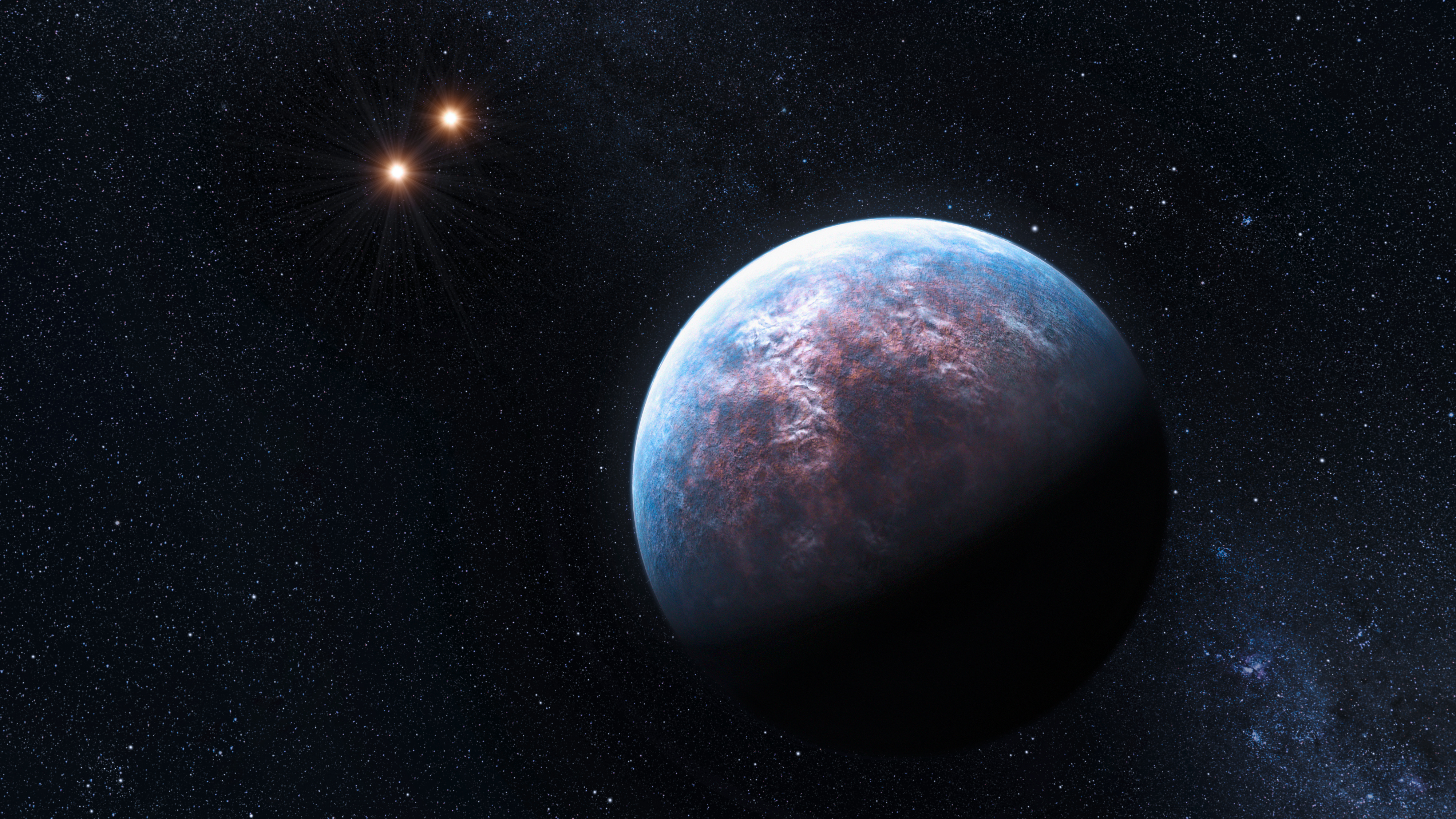
畫家筆下的格利泽667Cb，背景可見格利泽667A/B聯星系。

葛利斯667Cb是圍繞葛利斯667C恆星運行的系外行星，葛利斯667C是葛利斯667三星系統的成員。它是系統中發現的最大的行星，很可能是超級地球或迷你海王星。軌道穩定性分析表明它不能超過其最小質量的兩倍。它的軌道太靠近恆星，無法進入宜居區域，因此不適合我們所知的生命生存。軌道偏心率分析表明，葛利斯667Cb不是岩石行星。
這顆行星很可能被潮汐鎖定，因此行星的一側處於永久日光下，另一側處於永久黑暗中。